# آزادده (صالح‌آباد)
آزادده، روستا از توابع بخش مرکزی شهرستان صالح‌آباد در استان خراسان رضوی ایران است.

## جمعیت
این روستا در دهستان باغ کشمیر قرار دارد و براساس سرشماری مرکز آمار ایران در سال ۱۳۸۵، 1880ولی درحال حاضر با استناد به سامانه سیب بهداشت و درمان جمعیت آن 2260 نفر640خانوار) بوده‌است.